# Likvida
För andra betydelser, se Likvid.
Likvidor (ytterst av latin liquidus ”vätska”) är de språkljud som är approximanter, men inte halvvokaler, det vill säga vanligen l- och r-ljud. Termen kan antingen syfta på alla r- och l-ljud, eller bara på de av dessa ljud som har ungefär samma sonoritetsgrad och låter lika. I vissa sydostasiatiska språk står dessa ljud i komplementär distribution (rotiskt ljud i början av stavelse, lateralt ljud i slutet); flera västafrikanska språk har en fri variation mellan l- och r-ljud.